# Ларссон, Хуго
Хуго Эмануэль Ларссон (швед. Hugo Emanuel Larsson; род. 27 июня 2004, Сварте, Сконе) — шведский футболист, полузащитник клуба «Айнтрахт» (Франкфурт) и сборной Швеции.

## Клубная карьера
Начинал заниматься футболом в клубе «Шарло» (швед. SoGK Charlo). В 12-летнем возрасте перебрался в школу «Мальмё», где начал выступать за различные молодёжные команды. В начале 2021 года представлял команду до 17 лет, где был капитаном, а летом был переведён в команду до 19 лет. В её составе осенью того же года принимал участие в Юношеской лиге УЕФА, где принял участие во всех шести матчах группового этапа, где шведы встретились с командами туринского «Ювентуса», санкт-петербургского «Зенита» и лондонского «Челси». Первую игру на турнире Ларссон провёл 14 сентября против итальянского клуба, появившись на поле в стартовом составе.
4 марта 2022 года подписал с «Мальмё» первый профессиональный контракт, рассчитанный на три года. Первую игру за основу провёл 20 февраля 2022 года в групповом этапе кубка страны с ГАИС, заменив на 75-й минуте Эрдаля Ракипа. 11 апреля дебютировал в чемпионате Швеции во встрече с «Эльфсборгом», выйдя на поле после перерыва вместо Ади Налича.

## Клубная статистика
| Выступление      | Выступление      | Выступление      | Лига | Лига | Кубки | Кубки | Конт. кубки | Конт. кубки | Итого | Итого |
| Клуб             | Лига             | Сезон            | Игры | Голы | Игры  | Голы  | Игры        | Голы        | Игры  | Голы  |
| ---------------- | ---------------- | ---------------- | ---- | ---- | ----- | ----- | ----------- | ----------- | ----- | ----- |
| Мальмё           | Алльсвенскан     | 2022             | 1    | 0    | 4     | 0     | 0           | 0           | 5     | 0     |
| Мальмё           | Итого            | Итого            | 1    | 0    | 4     | 0     | 0           | 0           | 5     | 0     |
| Всего за карьеру | Всего за карьеру | Всего за карьеру | 1    | 0    | 4     | 0     | 0           | 0           | 5     | 0     |